# Jóanes Nielsen
Jóanes Nielsen (né le 5 avril 1953 à Tórshavn) est un écrivain féroïen auteur de poèmes, de pièces de théâtre, d'essais et de romans en féroïen.

## Biographie
Jóanes Nielsen, fils de Svend Sekjær Nielsen et Marjun Nielsen, est né et a grandi à Tórshavn, la capitale des Féroé, située sur l'île de Streymoy. Interne à Saint-François (Skt. Frans skole), un lycée catholique privé fondé par des religieuses franciscaines, il quitte l'école à l'âge de 14 ans et travaille successivement comme marin-pêcheur puis comme ouvrier du bâtiment. Il séjourne à Tvøroyri, sur l'île de Suðuroy, ainsi qu'au Danemark, en Islande et en Suède. Il lit tout d'abord l'œuvre du Féroïen Poul F. Joensen (1898-1970) et publie ses premiers poèmes en 1978. Parmi les poètes dont l'œuvre l'a influencé, il cite ses compatriotes William Heinesen (1900-1991), Líggjas í Bø (pseudonyme d'Eli Sørensen, né en 1938) et Rói Patursson (né en 1947). Il découvre en traduction de nombreux auteurs tels que Rumi, Vladimir Maïakovski, Nazim Hikmet ou Pablo Neruda. Jóanes Nielsen est marié et père de deux enfants. Il est partisan de l'indépendance des îles Féroé.[réf. nécessaire]

## Œuvres

### Poésie
Jóanes Nielsen est à ce jour (2016) l'auteur de neuf recueils de poèmes:
- Trettandi mánaðin (1978)
- Pinnabrenni til sosialismuna (1984)
- Tjøraðu plankarnir stevna inn í dreymin (1985)
- Naglar í jarðarinnar hús (1987)
- Kirkjurnar á havsins botni (1993)
- Brúgvar av svongum orðum (2002)
- Tey eru, sum taka mánalýsi í álvara (2007)
- Smukke fejltagelser, en collaboration avec le poète danois Peter Laugesen (édition bilingue féroïen-danois, 2011)
- Tapet millum øldir (2012)

Le lien ci-dessous permet de voir et d'entendre Jóanes Nielsen dire l'un de ses poèmes, Í mínum landi (Dans mon pays), en féroïen (avec sous-titres danois)  : https://www.youtube.com/watch?v=FVWMECYwfzU

### Théâtre
- Eitur nakað land week-end ? (2002)
- Aftan á undrið (2009)

### Romans
- Gummistivlarnir eru tær einastu tempulsúlurnar sum vit eiga í Føroyum (1991)
- Glansbílætasamlararnir (2005) (existe également en audio-livre), traduit en français par Inès Jorgensen sous le titre Les collectionneurs d'images, Éditions La Peuplade, 2021
- Brahmadellarnir (2011)

### Nouvelles
- Á landamørkum vaksa blomstur (1986)

### Essais, recueils d'articles
- Undergroundting (1994)
- Undergroundting 2 (1999)

## Prix et distinctions
En 1984, Jóanes Nielsen remporte le prix M. A. Jacobsen, principal prix littéraire des îles Féroé, pour son recueil de poèmes intitulé Pinnabrenni til sosialismuna. Ce prix, d'une valeur de 35 000 couronnes danoises (4 700 euros) lui est décerné une deuxième fois en 2012 pour son roman Brahmadellarnir.
Il est sélectionné à cinq reprises pour le grand prix de littérature du Conseil nordique (en 1988, 1994, 1999, 2004 et 2012), sans toutefois l'obtenir. Depuis sa création en 1961, ce prix n'a été décerné que deux fois à des auteurs féroïens : en 1965 à William Heinesen (1900-1991) et en 1986 à Rói Patursson (né en 1947). 
En 2002, sa pièce de théâtre Eitur nakað land week-end ? lui vaut le prix du théâtre nordique.
En 2011, il est lauréat du prix du ministère féroïen de la Culture, doté de 150 000 couronnes danoises (120 000 euros)
En 2007, dans son album Livandi Oyða, le groupe féroïen Orka met en musique plusieurs poèmes de Jóanes Nielsen. Enfin, en 2009, la réalisatrice féroïenne Katrin Ottarsdóttir lui consacre un film-portrait intitulé Sporini vaksa úr orðum, disponible en DVD (version originale en féroïen avec sous-titres en danois, en anglais et en allemand).

## Traductions
Plusieurs recueils de poèmes et romans de Jóanes Nielsen ont été traduits en danois, en islandais et en norvégien. En Allemagne, aux Pays-Bas et en Angleterre, des anthologies de la poésie féroïenne font une place de choix à son œuvre. En 2021 paraît la première traduction française de l'un de ses romans.

### allemand
- Die Erinnerungen (roman), titre original Brahmadellarnir, traduit à partir de la traduction danoise par Ulrich Sonnenberg, btb Verlag[2] (Randomhouse), Munich 2016

### danois
- Tapet mellem århundreder (poèmes), titre original Brahmadellarnir, traduit du féroïen par Hugin Eide, Forlaget Torgard, Copenhague 2016.
- Brahmadellerne (roman), titre original Brahmadellarnir, traduit du féroïen par Povl Skårup, Forlaget Torgard, Copenhague 2012
- Smukke fejltagelser, poèmes (en collaboration avec Peter Laugesen) traduits du féroïen par Hugin Eide, Forlaget Torgard, Copenhague 2011
- Der findes dem der tager måneskin alvorligt, titre original Tey eru, sum taka mánalýsi í álvara, poèmes traduits du féroïen par Erik Skyum-Nielsen, Forlaget Torgard, Copenhague 2011
- Broer af sultne ord, titre original: Brúgvar av svongum orðum, poèmes traduits du féroïen par Erik Skyum-Nielsen, Forlaget Torgard, Copenhague 2010
- Glansbilledsamlerne (roman), titre original: Glansbílætasamlararnir, traduit du féroïen par Povl Skårup, Forlaget Torgard, Copenhague 2008
- Hedder noget land weekend ? (théâtre), titre original: Eitur nakað land week-end ?, traduit du féroïen par Ebba Hentze, Forlaget Drama, Copenhague 2005
- Sting titre original: Pentur, poèmes traduits du féroïen par Ebba Hentze, Vindrose, Copenhague 1999
- Kirkerne på havets bund titre original: Kirkjurnar á havsins botni, poèmes traduits du féroïen par Ebba Hentze, Vindrose, Copenhague 1994
- Gummistøvlerne er de eneste tempelsøjler vi ejer på Færøerne (roman), titre original: Gummistivlarnir eru tær einastu tempulsúlurnar sum vit eiga í Føroyum, traduit du féroïen par Ebba Hentze, Vindrose, Copenhague 1992
- Saltet i dampende middagsgryder (anthologie) poèmes traduits du féroïen par Ebba Hentze, Vindrose, Copenhague 1988

### français
- Les collectionneurs d'images (roman), titre original: Glansbílætasamlararnir, traduction en français par Inès Jorgensen à partir de la traduction danoise et validation linguistique à partir du texte original féroïen par Malan Marnersdóttir, Éditions La Peuplade, Chicoutimi (Québec) 2021[3]

### islandais
- Glansmyndasafnararnir, (roman), titre original: Glansbílætasamlararnir, traduit du féroïen par Kristín Svanhildur Ólafsdóttir, Draumsýn Bókaforlag, Reykjavik 2013

### norvégien
- Tapet mellom tidsaldrar (poèmes) titre original: Tapet millum øldir, traduit du féroïen par Lars Moa, Bokbyen Forlag, Tvedestrand 2012
- Brahmadellane (roman) titre original: Brahmadellarnir, traduit du féroïen par Lars Moa, Margbok, Tromsø 2012
- Glansbildesamlarane (roman) titre original: Glansbílætasamlararnir, traduit du féroïen par Lars Moa, Heinesen, Oslo 2009
- Det fins dei som tar månelys på alvor, titre original: Tey eru, sum taka mánalýsi í álvara, poèmes traduits du féroïen par Lars Moa, Orkana, Oslo 2008
- Frå alle kantar ber vinden med seg ord og plantar og teikn (anthologie), poèmes traduits du féroïen par Lars Moa, Samlaget, Oslo, 2007
- Bruer av svoltne ord, titre original: Brúgvar av svongum orðum, poèmes traduits du féroïen par Lars Moa, Samlaget, Oslo 2004
- Sting, titre original: Pentur, poèmes traduits du féroïen par Lars Moa, Orkana Forlag, Oslo 2003

## Poèmes de Jóanes Nielsen figurant en traduction dans des anthologies et des revues

### allemand
- Paul Alfred Kleinert, Frá Áarstovubrøðrunum til Tórodd - føroysk yrking í hundrað ár - Färöische Dichtung aus 100 Jahren - von Djurhuus bis Poulsen (anthologie bilingue féroïen-allemand), pernobilis edition im Engelsdorfer Verlag, Leipzig 2007
- Verena Stössinger & Anna Katharina Dömling, "Von Inseln weiß ich..." - Geschichten von den Färöern, Unionsverlag, Zürich 2006

### anglais
- My Breath is my Passport, I Want Real Dreams et Life is Just What It Is, poèmes traduits du féroïen par Matthew Landrum et Agnar Artúvertin, in Modern Poetry in Translation (MPT) n°2, Oxford 2013[4]

### néerlandais
- Roald van Elswijk, Windvlinders. Poëzie van de Faerøer, Wilde Aardbeien, SVIN, Groningue 2008

### japonais
- La revue Gendaishi Techo (numéro 3, mars 2013) a publié plusieurs poèmes de Jóanes Nielsen en japonais, dans une traduction de Chiako Kaiho[5]

## Traductions en cours
En décembre 2012, la maison d'édition Random House a acheté les droits de traduction de Brahmadellarnir, qui sera publié dans un premier temps en allemand[évasif].

### Sources
- Jógvan Isaksen, Færøsk Litteratur, Vindrose, Copenhague 1993 (en danois)
- Jógvan Isaksen, Dulsmál og loynigongir (ummælir), Mentunargrunnur Studentafelagsins, Tórshavn 2008 (en féroïen)
- Sander de Vaan, entretien avec Jóanes Nielsen, Meandermagazine, 18 octobre 2008 (en néerlandais)
- Bergljót av Skarði, Heiðin hind Tekstasavn, Føroyar Skúlabókagrunnur, Tórshavn 1999 (en féroïen)